# John Hanke

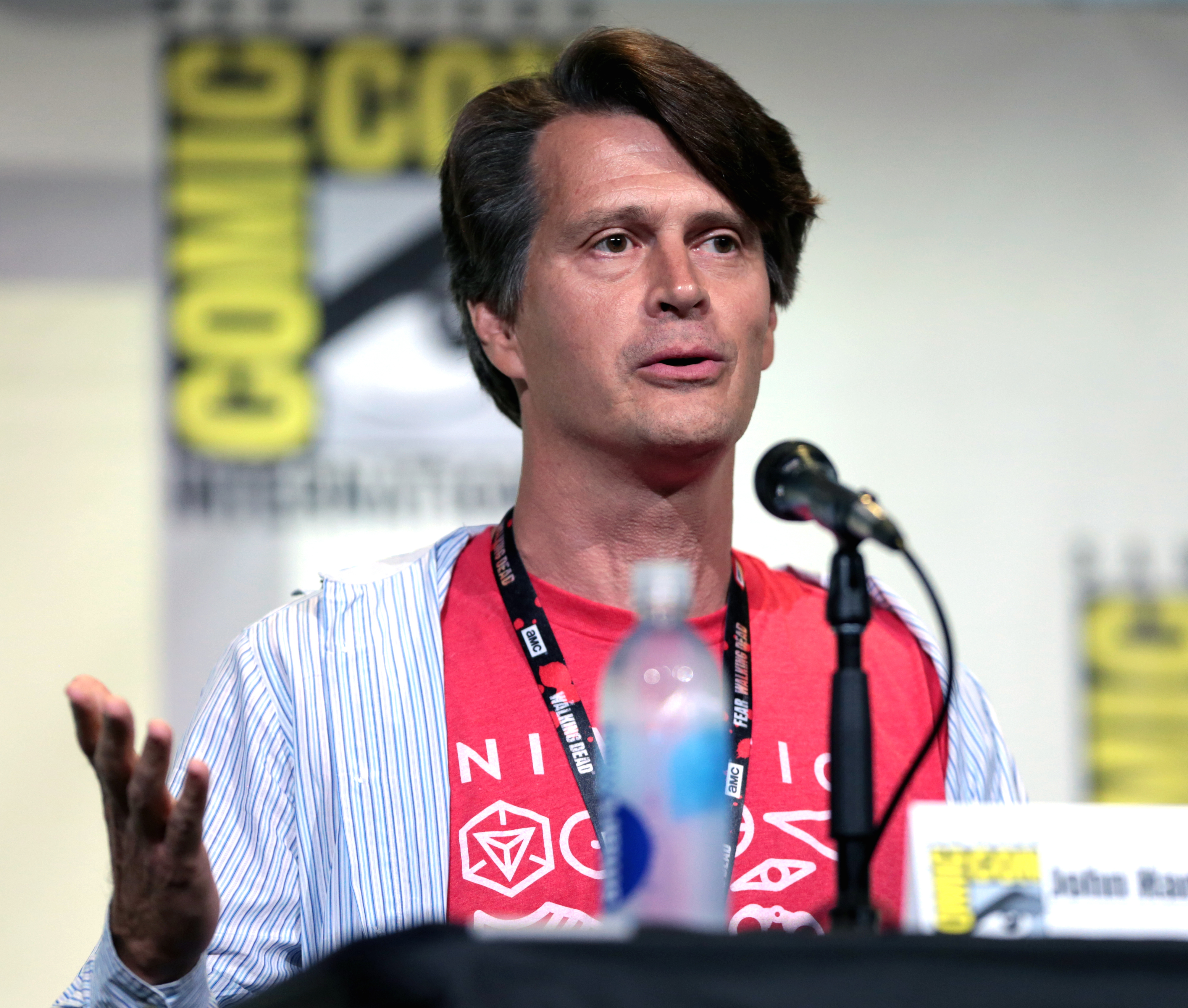
Hanke 2016 auf der San Diego Comic-Con

John Hanke (* 19. September 1967) ist ein US-amerikanischer Unternehmer. Er ist Gründer und Geschäftsführer der Software-Entwicklungsfirma Niantic.

## Leben
Hanke wuchs in der texanischen Stadt Cross Plains auf und schloss dort 1985 die weiterführende Schule ab. Bis 1989 absolvierte er sein Bachelorstudium an der University of Texas at Austin. Im Anschluss arbeitete er vier Jahre in Washington, D.C. sowie in Myanmar für den United States Foreign Service.
Später begann er ein Masterstudium an der University of California, Berkeley. Dort war er unter anderem Teil des Startups Archetype Interactive, das das erste MMORPG-Spiel Meridian 59 veröffentlichte. Das Startup wurde 1996 am Tag von Hankes Abschluss an die The 3DO Company verkauft. Das danach von ihm mitbegründete The Big Network wurde 2000 für über 17 Mio. US-Dollar an eUniverse verkauft.
Ab 2001 war Hanke Mitgründer und Geschäftsführer von Keyhole, einem Unternehmen für raumbezogene Software, die Nutzern weltweiter Satellitenbilder bereitstellte. Die neuartige Technologie zur Kartographierung erregte internationale mediale Aufmerksamkeit, was dazu führte, dass das Unternehmen 2004 für 35 Mio. US-Dollar an Google verkauft wurde. Dort wurde Hanke stellvertretender Vorsitzender des Produktmanagements der Geo-Abteilung und leitete 2005 die Umgestaltung der Keyhole-Technologie zu Google Earth und Google Maps. Er handelte außerdem aus, dass Google Maps ins iPhone eingebunden wird. Weitere Produkte, an denen Hanke beteiligt war, sind Google Street View, SketchUp und Panoramio.
2010 baute Hanke das interne Spiele-Startup Niantic (damals Niantic Labs) auf. Dort entwickelte sein Team das standortbezogene Augmented Reality-Spiel Ingress, das binnen eines Jahres ab der Veröffentlichung 2013 eine Million Spieler hatte.
2015 spaltete sich Niantic von Google ab und Hanke sammelte etwa 30 Mio. US-Dollar von Google, Nintendo und The Pokémon Company, um das Spiel Pokémon Go zu entwickeln, das binnen kurzer Zeit mit über 500 Millionen Downloads zu einer der meistgenutzten mobilen Apps wurde.